# Lázaro Oliveira
Lázaro Fonseca Costa Oliveira, noto semplicemente come Lázaro Oliveira (Gabela, 27 agosto 1967), è un allenatore di calcio ed ex calciatore angolano, di ruolo centrocampista.

## Carriera
Lázaro Oliveira inizia la sua carriera calcistica nelle giovanili dell'Oeiras, dove milita dal 1981 al 1987. Successivamente, debutta tra i professionisti con il Marialvas, squadra con cui gioca per una stagione nel 1987-1988, collezionando 33 presenze e segnando 4 gol. Nel 1988 si trasferisce all'Usseira, ma non sono disponibili dettagli specifici sulle sue presenze e performance.
Nel 1989, Oliveira approda all'Estoril Praia, dove rimarrà fino al 1994, totalizzando 96 presenze e 8 gol. La sua carriera prosegue al Louletano, dove gioca per una stagione (1994-1995), con 31 presenze e 9 gol. Nel 1995, si trasferisce al Penafiel, squadra con cui gioca dal 1995 al 1997, collezionando 64 presenze e 10 gol.
Dal 1997 al 2003, Oliveira gioca per l'Estrela Amadora, concludendo la sua carriera da calciatore nel 2003, dopo aver totalizzato 166 presenze e 8 gol con il club portoghese. 

### Nazionale
A livello internazionale, ha vestito la maglia della Nazionale di calcio dell'Angola, con la quale ha disputato 6 partite e segnato 1 gol tra il 1998 e il 1999.

### Allenatore
Dopo il ritiro, Oliveira intraprende la carriera da allenatore, diventando vice allenatore dell'Estrela Amadora dal 2003 al 2008. Nel 2008, diventa allenatore principale della squadra, rimanendo fino al 2009. Successivamente, allena il Penafiel dal 2009 al 2011, il Portimonense dal 2012 al 2014, l'Atlético CP nel 2015 e il Farense dal 2016 al 2017.